# Poems, Chiefly Devotional (Cartwright)
Poems, Chiefly Devotional – tomik wierszy angielskiej poetki Frances Dorothy Cartwright, opublikowany anonimowo (pod kryptonimem F.D.C) w 1835. Zawiera utwory o tematyce religijnej, parafrazy psalmów i poetyckie refleksje na temat wersetów z ewangelii. Poetka posługuje się prostymi strofami, przeważnie czterowersowymi, niekiedy obok rymu stosując aliterację, czyli współbrzmienie początkowe.
To thee, blest Saviour, then we flee,
The sinking heart its weakness knows,
And hid from human eye, — on thee
Its secret sin or sorrow throws.